# Fleschenberggroeve

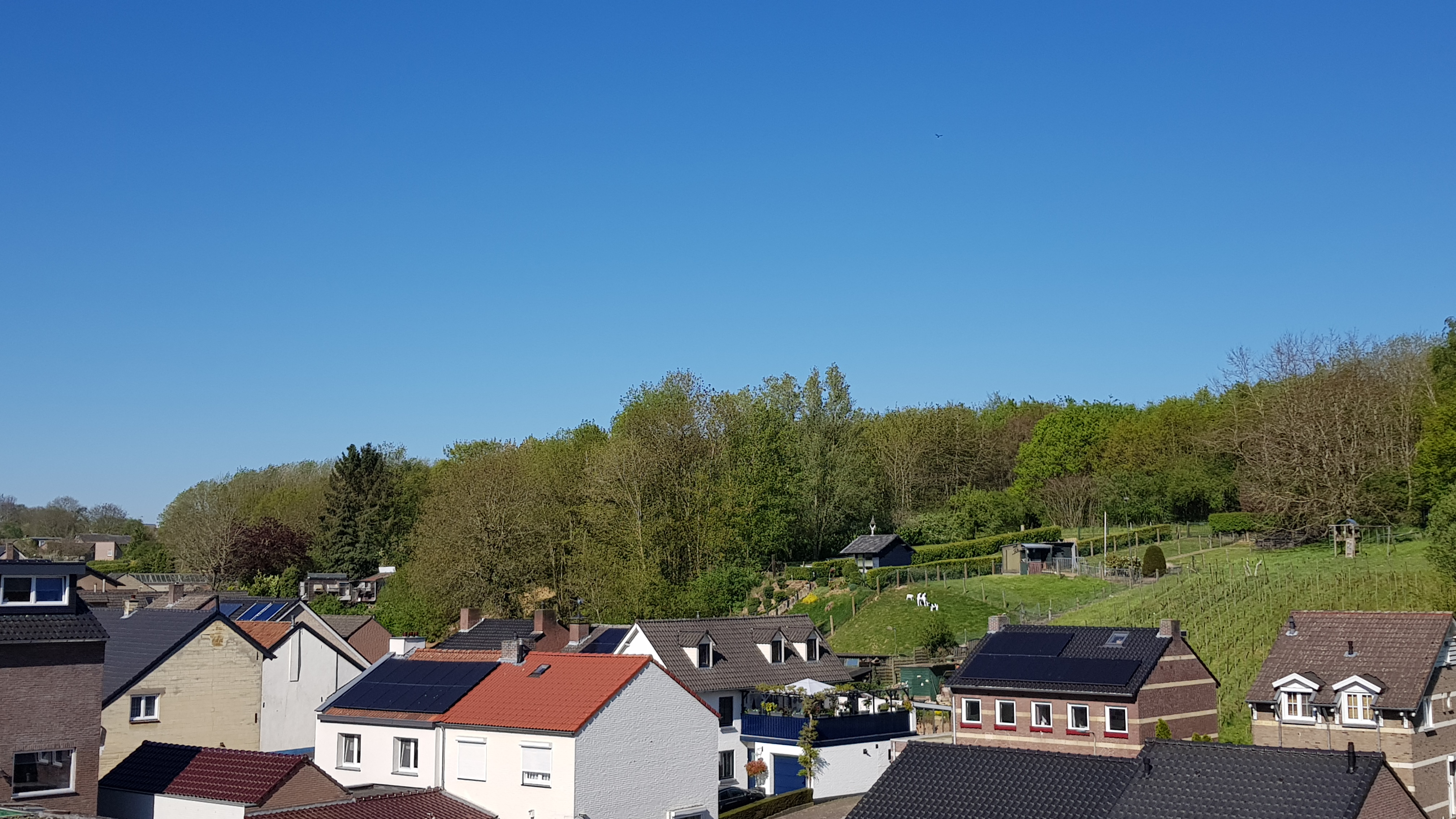
De Fleschenberggroeve achter de huizen

De Fleschenberggroeve of Flessenberggroeve is een Limburgse mergelgroeve in de Nederlandse gemeente Valkenburg aan de Geul in Zuid-Limburg. De ondergrondse groeve ligt ten zuiden van Valkenburg aan de Sibbergrubbe op de noordoostelijke rand van het Plateau van Margraten in de overgang naar het Geuldal. Ter plaatse duikt het plateau een aantal meter steil naar beneden.
Op ongeveer 270 meter naar het noordoosten ligt de Groeve Lemmekenskoel, op ongeveer 200 meter naar het noordoosten de Groeve het Nullelokske en op ongeveer 135 meter naar het zuidwesten ligt de ingang van de Sibbergroeve.

## Geschiedenis
Vanaf de late middeleeuwen tot in de 20e eeuw werd de groeve door blokbrekers ontgonnen voor de winning van kalksteen.

## Groeve
De Fleschenberggroeve heeft een gangenstelsel waar men de kalksteen niet op systematische wijze ontgonnen heeft. De groeve heeft een oppervlakte van 140 bij 90 meter. De groeve heeft een oppervlakte van ongeveer 10364 vierkante meter en een ganglengte van ongeveer 1521 meter.
De beheerder van de groeve is een particulier. In 2017 werd de groeve op veiligheid onderzocht en werd deze goedgekeurd.